# Míthimna
Míthimna (grec Μύθημνα, AFI ['miθimna], normalment transliterat Mythimna) és un municipi a la costa nord-oest de l'illa grega de Creta, a la prefectura de Khanià. La capital del municipi és Drapanias. Té una població de vora 3 mil habitants.